# The Legend of Spyro 3D
The Legend of Spyro 3D er en kommende 3-D animationsfilm baseret på Legend of Spyro-spilserien. Den 25. oktober 2007 blev det annonceret, at filmrettighederne til Spyro the Dragon var blevet købt af The Animation Picture Company. Daniel Altiere og Steven Altiere skriver manuskriptet, der bliver baseret på Legend of Spyro-trilogien fra Spyro the Dragon-spilserien.
Filmen vil komme fra Los Angeles, Californien og vil blive animeret i Korea af det sydkoreanske animationsstudie Wonderworld Studios, og produceret i samarbejde med Universal Animation Studios. Filmen vil blive produceret af John Davis, Dan Chuba, Mark Dippé, Brian Manis og Ash Shah. Firmaet der kommer til at stå for distribution af, og reklamering for filmen, er Velvet Octopus. Mark Dippé står for at instruere filmen, der på nuværende tidspunkt står til at blive vist i biograferne i USA enten i julen 2009 eller, hvis der muligvis sker forsinkelser, først den 10. april 2010.

## Eksterne Henvisninger
- Artiklen har ingen egenskaber for filmdatabaser i Wikidata

| Film | Spire Denne filmartikel er en spire som bør udbygges. Du er velkommen til at hjælpe Wikipedia ved at udvide den. |